# Primary Wave Records
Primary Wave Music es una de las mayores compañías independientes de música en los Estados Unidos, con oficinas en Nueva York, Los Ángeles y Londres. Fundada por el ejecutivo musical Lawrence Mestel. Desde su origen como una editorial musical, Primaria Wave Music ha crecido es negocio en una compañía de música del servicio y de entretenimiento completo con recursos adicionales.
En agosto de 2012, Cee Lo Green fue nombrado director general creativo de Primaria Wave Music. El papel de CeeLo implica asesorar actos en desarrollo, coescribiendo con los artistas, y la supervisión de la planificación creativa de eventos de la empresa.
En septiembre de 2013, Primaria Wave Music entró en una alianza estratégica con la gestión de derechos de BMG para formar una empresa discográfica de servicio completo, con el nombre de BMG/Primary Wave Label Services, en los Estados Unidos.

## Antecedentes
Primary Wave Music Publishing fue fundada en enero de 2006 con la compra del 50% del catálogo de música de Kurt Cobain.
En la actualidad, uno de los mayores editores de música en los Estados Unidos, la empresa comercializa los derechos de autor de más de 15.000 canciones de los catálogos de artistas y compositores legendarios y contemporáneos, incluyendo Hall & Oates, Def Leppard, Chicago, John Lennon, Roccstar, LP, Steven Tyler, Steve Earle, Daniel Johnston, Ryan Hadlock, y muchos más.
Además de aterrizaje colocaciones de sincronización en el cine, la televisión, la publicidad, los videojuegos y los nuevos medios de comunicación, Primary Wave también ha encabezado acuerdos de licencias creativas para sus clientes editoriales. Los ejemplos incluyen negociar un acuerdo con Converse en 2008 para crear una edición limitada de zapatillas de Kurt Cobain, que incluían diseños gráficos, su firma, y letras de canciones en las zapatillas de deporte.

## Gestión del Talento
En 2010 es lanzado Primary Wave Talent Management, con sede en Nueva York, Chicago y Los Ángeles, e incluye varias divisiones como el pop, rock, R&B, hip-hop y la música electrónica de baile (EDM).

### Leyendas
- Andy Razaf
- Bo Diddley
- Chicago
- Daniel Johnston
- Def Leppard
- Graham Parker
- Gregg Allman
- Hall & Oates
- Holly Knight
- Jimmy Webb
- Katrina and the Waves
- Kurt Cobain
- Lamont Dozier
- Larry Coleman
- Maurice White
- Shirley Goodman
- Steve Earle
- Steven Curtis Chapman
- Steven Tyler
- Tennessee Ernie Ford

### Artistas & Escritores
- Albert Hammond, Jr.
- Anamanaguchi
- Anberlin
- Bad City
- Barrett Yeretsian
- Beauty Feast
- Blue October
- Bobby Brackins
- Céu
- Delfina
- Grupo Fantasma
- Hadley Poole
- Highbench
- Jessica Simpson
- John Forte
- Katherine Liner
- LP
- Man Raze
- Marfa lights
- Meital Dohan
- Mushroomhead
- New Boyz
- Ray J
- Oh Darling
- Patrick Davy
- Reggie Watts
- Russ DeSalvo
- Ryan & Smitty
- Saxon Shore
- Scott Leger
- Serianna
- Shwayze & Cisco
- Shy Carter
- Slow Runner
- States
- Steve Morales